# Ingrid Bauer (Historikerin)
Ingrid Bauer (* 9. Oktober 1954 in Zell am See) ist eine österreichische Historikerin mit den Schwerpunkten Zeitgeschichte, Kulturgeschichte sowie Frauen- und Geschlechtergeschichte.

## Leben und Wirken
Ingrid Bauer schloss ihr Studium der Geschichte, Germanistik sowie Publizistik an der Universität Salzburg 1979 mit einer zeitgeschichtlichen Magisterarbeit bei Erika Weinzierl zum Thema Die veränderten Rollen von Mann und Frau in Familie und Gesellschaft am Beispiel der österreichischen Familienrechtsreform ab. Ihre Promotion zum Dr. phil. erfolgte 1988 mit einer Oral History- und Arbeiterinnen-Pionierstudie zu Frauenleben und Frauenarbeit an der Peripherie, mit Fokus auf die Tschikweiber von Hallein. Dafür wurde sie 1989 mit dem Wissenschaftspreis der Arbeiterkammer und dem Victor-Adler-Staatspreis für Geschichte sozialer Bewegungen ausgezeichnet.
Schon seit 1981 war Ingrid Bauer als wissenschaftliche Mitarbeiterin unter anderem bei Projekten des Dokumentationsarchivs des österreichischen Widerstandes und beim Karl-Steinocher-Fonds zur Erforschung der Geschichte der Arbeiterbewegung tätig. Seit 1986 lehrte sie zudem Frauen- und Geschlechtergeschichte an den Universitäten Innsbruck, Linz, Klagenfurt und Wien. 1991 übernahm sie die wissenschaftliche Leitung der Salzburger Forschungsstelle des Ludwig-Boltzmann-Instituts für Gesellschafts- und Kulturgeschichte Linz–Graz–Salzburg, wo sie einen Schwerpunkt Historische Frauenforschung aufbaute. 2001 habilitierte sie sich mit einer Schrift über Geschlechtergeschichtliche Perspektivierungen der Historie an der Universität Salzburg und erhielt die Venia für Neuere Geschichte und Frauen- und Geschlechtergeschichte. Seit 2001 lehrte und forschte sie dort als außerordentliche Universitätsprofessorin. Sie war Vorsitzende des Beirats für Frauenforschung, Frauenstudium und Frauenförderung und maßgeblich am Aufbau des interdisziplinären Studienschwerpunktes Gender Studies beteiligt. Weiters war sie im Rahmen des interdisziplinären Lehrgangs „karriere_links: Erfolgsstrategien und Karriereperspektiven“ für junge Wissenschaftlerinnen als Mentorin und Coach tätig. 1995 erhielt Ingrid Bauer den Käthe-Leichter-Anerkennungspreis für Frauenforschung. 2007 wurde sie für ihre international anerkannte Arbeit im Bereich Gender- und Frauenforschung mit dem Internationalen Wissenschaftspreis des Kulturfonds der Stadt Salzburg ausgezeichnet.
2016 beendete Ingrid Bauer ihre Tätigkeit an der Universität Salzburg, um nunmehr als freischaffende Zeit- und Kulturhistorikerin und Autorin tätig zu sein. Sie lebt und arbeitet in Wien. Ihre aktuellen Forschungs- und Publikationsschwerpunkte sind die Frauen- und Geschlechtergeschichte des 19. und 20. Jahrhunderts, Kulturgeschichte der Liebe und der Sexualität, österreichischen Zeitgeschichte, Geschichte als biografische Erfahrung. Sie ist Mitherausgeberin von L’Homme. Europäische Zeitschrift für Feministische Geschichtswissenschaft, Redaktionsmitglied der österreichischen Fachzeitschrift Zeitgeschichte und Mitglied der Jury des Dr.-Herbert-Steiner-Preises im Dokumentationsarchiv des österreichischen Widerstandes.

## Auszeichnungen
- 1989: Wissenschaftspreis der Arbeiterkammer O.Ö.
- 1989: Victor-Adler-Staatspreis für Geschichte sozialer Bewegungen
- 1995: Käthe-Leichter-Preis – Anerkennungspreis
- 2007: Internationaler Wissenschaftspreis des Kulturfonds der Stadt Salzburg

## Schriften (Auswahl)

### Monografien
- „Tschikweiber haums uns g’nennt …“. Die Zigarrenfabriksarbeiterinnen von Hallein. Frauen. Arbeit. Geschichte, Berlin: Die Buchmacherei 2015 (erweiterte Neuausgabe; Ersterscheinung 1988), ISBN 978-3-00-049940-1.
- Abgestempelt und ausgeliefert. Fürsorgeerziehung und Fremdunterbringung in Salzburg nach 1945. Mit einem Ausblick hin zur Sozialen Kinder- und Jugendarbeit von heute (mit Robert Hoffmann u. Christina Kubek), Studienverlag, Innsbruck/Wien/Bozen 2013, ISBN 978-3-7065-5263-9.
- Welcome Ami Go Home. Die amerikanische Besatzung in Salzburg 1945–1955. Erinnerungslandschaften aus einem Oral-History-Projekt, Salzburg, München: Pustet 1998, ISBN 3-7025-0371-4.

### Herausgeberschaften
- Black GI Children in Post-World War II Europe (mit Philipp Rohrbach), Göttingen: V&R unipress 2021 (= zeitgeschichte 48, 2021, 1), ISBN 978-3-8471-1283-9.
- Politik – Theorie – Erfahrung. 30 Jahre feministische Geschichtswissenschaft im Gespräch (mit Christa Hämmerle u. Claudia Opitz-Belakhal), Göttingen: V&R unipress 2020, ISBN 978-3-8471-1087-3.
- Liebe schreiben. Paarkorrespondenzen des 19. und 20. Jahrhunderts (mit Christa Hämmerle), Göttingen: Vandenhoeck & Ruprecht 2017, ISBN 978-3-525-30115-9.
- Romantische Liebe (mit Christa Hämmerle), Böhlau, Köln/Weimar/Wien 2013 (= L’Homme. Z.F.G. 24, 2013, 1), ISBN 978-3-412-21076-2.
- Liebe und Widerstand. Ambivalenzen historischer Geschlechterbeziehungen (mit Christa Hämmerle u. Gabriella Hauch), Böhlau, Wien/Köln/Weimar 2009 (2. Aufl.), ISBN 3-205-77374-8.
- Gender & 1968 (mit Hana Havelková), Böhlau, Köln/Weimar/Wien 2009 (= L’Homme. Z.F.G. 20, 2009, 2), ISBN 978-3-412-20361-0.
- Kunst – Kommunikation – Macht. Sechster Österreichischer Zeitgeschichtetag 2003 (mit Helga Embacher, Ernst Hanisch u. a.), Studienverlag, Innsbruck/Wien/München/Bozen 2004, ISBN 3-7065-4038-X.
- Walz – Migration – Besatzung. Historische Szenarien des Eigenen und des Fremden (mit Josef Ehmer u. Sylvia Hahn), Klagenfurt/Celovec: Drava 2002 (= Publikationsreihe des Bundesministeriums für Bildung, Wissenschaft und Kultur zum Forschungsschwerpunkt Fremdenfeindlichkeit, Bd. 6), ISBN 3-85435-372-3.
- Gender Studies. Denkachsen und Perspektiven der Geschlechterforschung (mit Julia Neissl), Studienverlag, Innsbruck/Wien/München/Bozen 2002, ISBN 3-7065-1622-5.

### Aufsätze
- „Als Zigarrenfabriklerin da war man jemand … “ Von kollektivem Selbstbewusstsein und der Wirkkraft von Solidarität. In: Antithese Hallein. Die Geschichte selbstbewusster Anti-Helden, hg. von Peter Thuswaldner und Johann Gutschi, Artbook Verlag, 2024, ISBN 978-3-9519964-7-9, S. 53–57.
- Post-World War II Interracial Relationships, Mothers of Black Occupation Children, and Prejudices in White Societies: Austria in Comparative Perspective. In: Black GI Children in Post-World War II Europe, ed. by Ingrid Bauer and Philipp Rohrbach, V&R unipress, Göttingen 2021 (= zeitgeschichte 48, 2021, 1), ISBN 978-3-8471-1283-9, S. 91–112.
- Engagierte Forschung zum Menschenrechtsskandal um österreichische Heimkinder. In: Außerordentliches. Festschrift für Albert Lichtblau, hg. v. Regina Thumser-Wöhs u. a., Böhlau, Wien/Köln/Weimar 2019, ISBN 978-3-205-23250-6, S. 427–442.
- Intervention oder Integration? Erinnerungsjahre und historische Jubiläen – geschlechtergeschichtliche gewendet (gemeinsam mit Christa Hämmerle, Heidrun Zettelbauer, Gabriella Hauch u. a.). In: L’Homme. Europäische Zeitschrift für feministische Geschichtswissenschaft 30, 2019, 1, ISBN 978-3-8471-0949-5, S. 109–128.
- Eine maßgebende Ressource der Demokratie – Frauen im Salzburger Landesparlament. In: Politik im Wandel. Der Salzburger Landtag im Chiemseehof 1868–2018, hrsg. v. Robert Kriechbaumer und Richard Voithofer, Böhlau, Wien/Köln/Weimar 2018, ISBN 978-3-205-20776-4, S. 139–151.
- 1968 ff. – Neuverhandlungen der Balance zwischen Liebe, Sexualität und Selbstverwirklichung. Befunde aus Paarkorrespondenzen von den ausgehenden 1960er bis in die frühen 1980er Jahre. In: Liebe schreiben. Paarkorrespondenzen des 19. und 20. Jahrhunderts, hrsg. v. Ingrid Bauer u. Christa Hämmerle,  Vandenhoeck & Ruprecht, Göttingen 2017, ISBN 978-3-525-30115-9, S. 231–290.
- Liebe und Paarbeziehungen im „Zeitalter der Briefe“ – ein Forschungsprojekt im Kontext (mit Christa Hämmerle). In: Liebe schreiben. Paarkorrespondenzen des 19. und 20. Jahrhunderts, hrsg. v. Ingrid Bauer u. Christa Hämmerle, Vandenhoeck & Ruprecht, Göttingen 2017, ISBN 978-3-525-30115-9, S. 9–47.
- „Ich bin stolz, ein Besatzungskind zu sein.“ Zeitgeschichtliche Forschungen als Impulse für Empowerment? Befunde mit Blick auf die einstige US-Zone in Österreich. In: Besatzungskinder. Die Nachkommen alliierter Soldaten in Österreich und Deutschland, hrsg. von Barbara Stelzl-Marx und Silke Satjukow, Böhlau, Wien/Köln/Weimar 2015, ISBN 978-3-205-79657-2, S. 183–206.
- „Summit Ladies“: Gender Arrangements, Media Staging, and Symbolic Scenes of the Vienna Summit. In: The Vienna Summit and Its Importance in International History, ed. by Günter Bischof, Stefan Karner, and Barbara Stelzl-Marx, Lanham, Md: Lexington Book 2014, ISBN 978-0-7391-8556-8, S. 297–310.
- „Gipfeldamen“. Geschlechterarrangements, mediale Inszenierungen und symbolische Bühnen der Wiener Gipfelgespräche 1961. In: Der Wiener Gipfel 1961. Kennedy – Chruschtschow, hrsg. v. Stefan Karner u. a., StudienVerlag, Innsbruck/Wien/Bozen 2011, ISBN 978-3-7065-5024-6, S. 525–557.
- 1968 und die sex(ual) & gender revolution. Transformations- und Konfliktzone: Geschlechterverhältnisse. In: Das Jahr 1968 – Ereignis, Symbol, Chiffre, hrsg. v. Oliver Rathkolb u. a.: Vandenhoeck & Ruprecht unipress, Göttingen 2010, ISBN 978-3-89971-666-5, S. 163–186.
- Sexual Encounters across (Former) Enemy Lines (mit Renate Huber). In: Sexuality in Austria, ed. by Günter Bischof, Anton Pelinka, and Dagmar Herzog, New Brunswick, Transaction Publishers, London 2007, ISBN 978-1-4128-0606-0, S. 65–101.
- Mächtige Fremde. Zur Erfahrung von Eigenem und Fremdem im Nachkriegs- und Besatzungsjahrzehnt. In: Informationen zur Politischen Bildung 22/2004, hrsg. v. Forum Politische Bildung, ISBN 3-7065-4055-X, S. 28–37.
- Americanizing/Westernizing Austrian Women. Three Secenarios from the 1950s to the 1970s. In: The Americanization/Westernization of Austria, ed. by Günter Bischof and Anton Pelinka, New Brunswick, London: Transaction Publishers 2004, ISBN 0-7658-0803-X, S. 170–185.
- Kontinuitäten und Transformationen: Die österreichische Zeitgeschichtsforschung im Generationenvergleich. In: Zeitgeschichte 30 (2003), 6, ISSN 0256-5250, S. 320–340.
- „Die Amis, die Ausländer und Wir“. Zur Erfahrung und Produktion von Eigenem und Fremdem im Jahrzehnt nach dem Zweiten Weltkrieg. In: Walz – Migration – Besatzung. Historische Szenarien des Eigenen und des Fremden, hrsg. v. Ingrid Bauer, Josef Ehmer u. Sylvia Hahn, Drava, Klagenfurt/Celovec 2002, ISBN 3-85435-372-3, S. 197–276.
- „Leiblicher Vater: Amerikaner (Neger)“. Besatzungskinder österreichisch-afroamerikanischer Herkunft. In: Früchte der Zeit. Afrika, Diaspora, Literatur und Migration, hrsg. v. Helmuth A. Niederle u. a., WUV Universitätsverlag, Wien 2001 (= Wiener Beiträge zur Ethnologie und Anthropologie, 10), ISBN 3-85114-518-6, S. 49–67.
- Eine frauen- und geschlechtergeschichtliche Perspektivierung des Nationalsozialismus. In: NS-Herrschaft in Österreich. Ein Handbuch, hrsg. v. Emmerich Tálos u. a., ÖBV & hpt, Wien 2001, ISBN 3-209-03179-7, S. 409–443.
- „The GI Bride“: On the (De)Construction of an Austrian Post-war Stereotype. In: When the War Was Over. Women, War and Peace in Europe, 1940–1956, ed. by Claire Duchen and Irene Bandhauer-Schöffmann, Leicester University Press, London / New York 2000, ISBN 0-7185-0179-9, S. 222–232.